# Alain de Benoist
Pour les autres membres de la famille, voir Famille de Benoist.
Pour les articles homonymes, voir Benoist.
Alain de Benoist, né le 11 décembre 1943 à Saint-Symphorien (Touraine), est un journaliste, philosophe et essayiste français.
Principal représentant de la mouvance intellectuelle dite de la « Nouvelle Droite » depuis la fin des années 1960, il est classé à l'extrême droite, ou comme proche de celle-ci par la plupart des observateurs.

## Biographie

### Origines et formation
Fils d'Alain de Benoist (1902-1971), inspecteur général des ventes, et de Germaine Langouët (1908-1981), Alain Marie de Benoist naît à Saint-Symphorien, en Indre-et-Loire, une commune aujourd'hui rattachée à Tours. Sa grand-mère paternelle, Yvonne de Benoist, née Druet (1881-1965), fut la secrétaire de Gustave Le Bon.
Après des études secondaires effectuées à Paris, aux lycées Montaigne et Louis-le-Grand, il étudie le droit constitutionnel à la faculté de droit de Paris, puis la philosophie, la sociologie et l'histoire des religions[réf. nécessaire] à la Sorbonne.

### Carrière
Ayant rejeté le christianisme de son éducation, il serait devenu, à l'âge de dix-sept ans, journaliste politique en rédigeant sous le pseudonyme de « Cédric de Gentissard » quelques articles pour le mensuel d'Henry Coston, Lectures françaises, en 1960.
En 1961, il fait la connaissance d'Amaury de Chaunac-Lanzac, futur François d'Orcival. Il rédige avec lui le journal clandestin de l'OAS Métro, France Information.
Il adhère à la Fédération des étudiants nationalistes (FEN) et, en 1962, il prend en charge le secrétariat des Cahiers universitaires, revue de la FEN, et entre en contact avec Dominique Venner et le groupe fondateur d’Europe-Action, dont il ne tarde pas à devenir l'un des principaux collaborateurs. Il participe en 1966 au Mouvement nationaliste du progrès.
Il écrit aussi un temps dans Défense de l'Occident.
Dans ses premiers livres, Salan devant l'opinion, Le Courage est leur patrie, Vérité pour l'Afrique du Sud, publiés respectivement en 1963 et 1965, le deuxième en collaboration avec François d'Orcival et le dernier avec Gilles Fournier, il prend la défense de l'Algérie française et de l'Organisation armée secrète ainsi que du régime d'apartheid en Afrique du Sud, avant de se tourner vers la philosophie politique (à travers la lecture de Louis Rougier, qui influencera sa critique du christianisme), laquelle lui fait découvrir un univers conceptuel dont « les militants nationalistes ne soupçonnaient pas l'existence, et dont ils n'auraient vraisemblablement pas aperçu les possibles exploitations idéologiques », selon Pierre-André Taguieff.
Parmi les fondateurs, en 1968, du Groupement de recherche et d'études pour la civilisation européenne (GRECE), principal mouvement du courant que de Benoist appelle « Nouvelle Droite », il signe la même année pour la première fois sous son nom dans la revue Nouvelle École, pour un article titré « Le LSD et les altérations du stock héréditaire ». En janvier 1969, il dépose les statuts du GRECE avec Jacques Bruyas et Jean-Pierre Daugreilh.
En 1973, il reçoit la visite de trois membres du Cercle Pareto, Yvan Blot, Jean-Yves Le Gallou et Bernard Mazin, qui l'invitent à s'engager dans l'action politique ; il refuse alors définitivement, se montrant même « très hostile » à cette orientation. Pourtant, bien que le projet n'aboutisse pas, il acceptera en 1979 de figurer sur la liste du Parti des forces nouvelles, Eurodroite, à l'occasion des élections européennes.
Il collabore aussi à Éléments (dont il est éditorialiste depuis 1973), à Krisis (revue qu'il fonde en 1988), ainsi qu'au Figaro magazine, qu'il doit quitter au début des années 1980. Il appartient au comité scientifique de la revue Neue Anthropologie, éditée par une "Société pour l'anthropologie biologique, l'eugénisme et la science du comportement". En 1976, il participe au lancement des éditions Copernic.
Son livre Vu de droite obtient en juin 1978 le prix de l'essai de l'Académie française, avec une dotation de 10 000 francs. La même année, il aurait rédigé (avec Bruno Tellenne ou Pierre Vial) l'ouvrage L'avenir n'est écrit nulle part, signé par Michel Poniatowski.
Il travaille à Spectacle du Monde de 1970 à 1982. Il y collabore de nouveau épisodiquement entre le milieu des années 2000 et la fin du mensuel en 2014. Alain de Benoist s'est aussi fait connaître en participant à l'émission Panorama sur France Culture de 1980 à 1992.
Selon Stéphane François, à partir des années 1980, Alain de Benoist ne « participe plus » au GRECE, « tout en restant une figure importante de la mouvance ». Ce que le même Stéphane François dément en 2020, reconnaissant que « cela est évidemment faux, puisqu’il dirige toujours Nouvelle École ».
En 1986, le « chef de file » de la Nouvelle Droite publie Europe, Tiers monde, même combat — dont le bandeau donne à lire : « Décoloniser jusqu'au bout ! » —, ouvrage qui prône le soutien aux luttes pour l'autonomie des peuples du Tiers monde et l'alliance avec celui-ci contre l'impérialisme. Une vision déjà en germe dans les écrits antérieurs de l'auteur et qui restera la sienne. Pour Christian Savés (haut fonctionnaire), Alain de Benoist a en effet conduit une « remarquable entreprise de démystification » de l'« idéologie ethnocidaire de l'Occident ».[pas clair]
Il a par ailleurs été fortement influencé par les penseurs liés à la révolution conservatrice allemande comme Ernst Jünger et Armin Mohler.
En 2003, un volume de mélanges en son honneur, le Liber amicorum Alain de Benoist, est publié sous la direction de Michel Marmin. Un second tome paraît sous la férule de Thibault Isabel en 2014. Selon François-Emmanuël Boucher, « l'ethos » s'y « substitue au logos ». De son côté, Stéphane François note la forte présence d'universitaires parmi les auteurs, estimant que le dédicataire cherche par là à acquérir « une forme de légitimité intellectuelle ».
Il anime à partir de 2014 l'émission Les Idées à l'endroit sur la web-télé TV Libertés, un site de « réinformation » à la ligne identitaire. Il intervient régulièrement dans les pages de la revue conservatrice allemande Junge Freiheit.
Ancien directeur de collection aux éditions Copernic (« Factuelles », « Théoriques », « Maîtres à penser » et « L'Or du Rhin », 1977-1981) et Pardès (« Révolution conservatrice », 1989-1993), il dirige « Les Grands Classiques de l'homme de droite » aux éditions du Labyrinthe (depuis 1982), et les « Classiques de la pensée politique » aux éditions L'Âge d'Homme (depuis 2003).

### Bibliothèque
Sa bibliothèque, qui contient de 150 000 à 200 000 ouvrages, est considérée comme la plus grande bibliothèque privée de France. Elle est « dispersée dans deux maisons », l'une en Normandie et l'autre près de Versailles.

### Vie privée
Néopaïen, il a épousé Doris Christians en 1971. Ils ont deux enfants.
Il est membre de Mensa France, une société à QI élevé, et de la Société des amis de Bayreuth (de).

## Idées, engagements et positions

### Engagements
Alain de Benoist ne cache pas avoir été dans sa jeunesse militant d'extrême droite, mais il se défend depuis longtemps de tout penchant pour le racisme et pour le totalitarisme, malgré les accusations, dont il est régulièrement l'objet. Il fustige du même coup la « suspicion » qu'entraîne selon lui le règne de la « pensée unique », expression dont la Nouvelle Droite revendique la paternité.
À partir de 1975, il a été membre de la Ligue nordique, fondée par Roger Pearson.
Il n'a pour autant jamais refusé de dialoguer avec la droite radicale, avec laquelle il a toujours entretenu des relations épisodiques : lui a ainsi été reproché d'avoir été publié en Allemagne par Grabert-Verlag, une maison d'édition soupçonnée de néonazisme.
Olivier Schmitt, professeur de science politique, estime qu'Alain de Benoist est « le père intellectuel de la “Nouvelle Droite”, ce mouvement d'extrême droite qui tenta de se doter d'un corpus intellectuel cohérent pour servir de base idéologique à une progressive prise de pouvoir ».
À l'occasion des élections européennes de 1984, il déclare son souhait de voter en faveur de la liste communiste. À la fin des années 1980, il prend position en faveur des Verts et soutient leur candidat Antoine Waechter.
En 1999, il signe pour s'opposer à la guerre en Serbie la pétition « Les Européens veulent la paix », initiée par le collectif Non à la guerre. La même année, à l'occasion du décès de Sigrid Hunke, militante pro-islam qui avait été nazie proche de Heinrich Himmler, et dont lui-même fut l'ami, il lui rend hommage dans un article intitulé « Sigrid Hunke : Elle avait retrouvé la vraie religion de l’Europe ».
En octobre 2013, il participe à une conférence du National Policy Institute (en), groupe de réflexion suprémaciste blanc américain.
Il est proche de Gabriel Matzneff, à propos duquel il affirma : « Qu’un écrivain déclare, comme la chose la plus naturelle du monde, qu’il préfère le commerce charnel des très jeunes personnes aux turpitudes classiques de ses contemporains, et il n’en faut pas plus — en pleine société permissive — pour le faire passer pour le Diable dans le Landerneau parisien ». Ce dernier lui rendit hommage dans Yogourt et Yoga. Il se rapproche de Guy Hocquenghem, également pour l'abolition de la majorité sexuelle, qui brosse un portrait de lui dans Libération, « La Nouvelle droite, contre, tout contre », créant des remous dans une partie de la rédaction du quotidien.
Selon le site Buzzfeed, il apporte son suffrage à Jean-Luc Mélenchon au premier tour de l'élection présidentielle française de 2017, en raison de son virage « populiste » lors de la campagne présidentielle. Il change d'avis lorsque ce dernier se détourne de sa stratégie politique.
En octobre 2018, il signe une pétition en soutien à des militants de Génération identitaire poursuivis en justice.

### Orientation politique
Dans son ouvrage de synthèse sur l'évolution des différents courants de l'extrême droite en France depuis 1945, le politologue Jean-Paul Gautier cite de très nombreuses fois Alain de Benoist pour son rôle historique au sein de diverses organisations de la mouvance d'extrême droite, ainsi que pour son rôle idéologique de théoricien de la mouvance, rôle notable et toujours d'actualité en 2009.
Selon Camille Bordenet et Ariane Chemin du journal Le Monde, Alain de Benoist est respectivement « proche de l'extrême droite » ou « intellectuel d’extrême droite »,. Libération et L'Opinion le classent à l'extrême droite,. Dans un article sur Martin Heidegger en novembre 2017, François Rastier, directeur de recherche au CNRS, estime qu'Heidegger connait un regain d'intérêt dans « toute l'extrême droite internationale », et il cite notamment Alain de Benoist.
D'après Guillaume Gendron, auteur à Libération, Alain de Benoist est une « figure identitaire française », et « le théoricien de la Nouvelle Droite », « mouvance charnière entre droite et extrême droite ».
Pour Roger Griffin, qui rappelle qu'Alain de Benoist s'est opposé aux considérations antimusulmanes et anti-immigration du Front national, la question même de son rattachement à l'extrême droite ne va pas de soi. Selon le politologue Stéphane François, Alain de Benoist n'a pas joué le rôle de matrice pour le FN, il « n'a rien à voir avec le FN », et si Alain de Benoist « ne cache pas son intérêt pour Marine Le Pen », il « conteste le jacobinisme et l’islamophobie du Front national ». Il critique également « un mépris total des idées » au sein du parti et dit n'avoir jamais voté pour le FN.
Cependant, Renaud Dély affirme que, dans un éditorial publié en 2012 sous le pseudonyme Robert de Herte dans la revue Éléments, Alain de Benoist a pris la défense des « nouveaux réactionnaires » louant leur propension à « mettre en cause avec plus ou moins d’audace, les grandes idoles de notre temps : la croyance au "progrès", l’idéologie du "genre", l’antiracisme de convenance, l’impératif de métissage, la culture de masse ou bien encore l’art contemporain ». Et Alain de Benoist fustige « les défenseurs du monothéisme du marché, les nouveaux curés des droits de l’homme qui dispensent leurs sermons moralisateurs, se veulent défenseurs du Bien […] et remplissent ainsi leur rôle de chiens de garde du système en place ». Répondant à Michel Onfray, qui estime qu'Alain de Benoist a évolué, Renaud Dely conclut : « Alain de Benoist a évolué : il n’a sans doute jamais été aussi proche du discours du Front national ».
Marianne rapporte qu'en 1979, Guy Hocquenghem, « essayiste de gauche », publie dans Libération avec l'accord de Serge July, une enquête sur l'école de pensée « nouvelle droite » d'Alain de Benoist, qu'il rencontre pour l'occasion. Pour Guy Hocquenghem, Alain de Benoist est à « des années-lumière » du portrait de l’horrible néo-nazi qu’en faisait alors le reste de la presse, et il soutient qu'il ne faut pas traiter cette école de pensée avec mépris ou la réduire à « un travestissement de la vieille droite fascisante ». L'enquête est jugée complaisante par une partie de la rédaction de Libération, et certains journalistes démissionnent. Selon Marianne, plus tard, Krisis, la revue d’Alain de Benoist tentera de « sortir la droite » du « ghetto intellectuel » dans lequel elle était proscrite, en accueillant des intellectuels venus d'horizons bien plus variés (Jean-François Kahn, Jacques Julliard, Régis Debray, Jean Baudrillard, Jean-Luc Mélenchon…) « pour marquer sa rupture avec les milieux d’extrême droite dont Alain de Benoist est effectivement issu et qu’il continuera d’inspirer longtemps ».
Renaud Dély considère de Benoist comme une « figure issue de l’extrême droite », qui, « pour éviter de se retrouver confiné à l’extrême droite de l’échiquier intellectuel », « s’est ingénié à nouer des liens avec des penseurs de l’autre bord ». Pour le politologue Jean-Paul Gautier, la création de la revue Krisis par Alain de Benoist s'accompagne d'une vaste ambition, celle d'attirer à lui des collaborateurs de gauche, afin de créer un front commun dans la critique du « système », de faire converger les adversaires de la « pensée unique ». Le politologue Stéphane François estime qu'à un moment donné, Alain de Benoist s'est détourné des thèmes fondateurs de la Nouvelle Droite.
En 2015, Le Point, qui qualifie Alain de Benoist d'« intellectuel étiqueté (très) à droite », rapporte que ce dernier a déclaré : « Je me sens plus à gauche que Manuel Valls ! ». Commentant ce propos d'Alain de Benoist, le politologue Stéphane François déclare : « Pourquoi pas, mais l’on n’oubliera pas que tout un pan de la droite radicale est anticapitaliste, dans la lignée de la révolution conservatrice allemande des années 20 et du national-bolchévisme ». Le sociologue Razmig Keucheyan considère son anticapitalisme comme marqué à droite, et différant de l'anticapitalisme de gauche en ce qu'il ne défend pas les travailleurs exploités par le système capitaliste mais s'oppose à « l'« illimitation » de l’accumulation du capital », qui pour Alain de Benoist « met tout en équivalence, et détruit la singularité des cultures et des modes de vie ». Ainsi, Keucheyan estime que « c'est son ethno-différentialisme qui conduit A. de Benoist à l’anticapitalisme ».

### Idéologie
S'efforçant d'adopter un point de vue, il croise plusieurs références dans ses écrits et convie ainsi à leur appui aussi bien Karl Marx que Martin Heidegger, Gustave Le Bon ou Friedrich Nietzsche. Son œuvre touche des thèmes divers tels que le paganisme, l'immigration, races, racismes et identités, l'antiaméricanisme, la construction européenne, l'écologie, la lutte contre le néolibéralisme, la philosophie politique, l'histoire, etc.
Selon l'historien américain Todd Shepard, dans les années 1960 1970, après la défaite française en Algérie, Alain de Benoist fait partie des théoriciens qui parlent d'une « invasion » de la France par les hommes arabes, inversant les idées sur la colonisation de l'Algérie par la France, mettant en avant une colonisation à l'envers, une victimisation des Français par les hommes arabes, ce qui a pour conséquence d'occulter la victimisation des colonisés algériens et d'effacer l'histoire,. Selon Nicolas Lebourg, Alain de Benoist condamne la « violence » de Guillaume Faye, animateur du « courant ethniciste de la Nouvelle Droite » et « apôtre de la guerre raciale et de la reconquête de l’Europe contre les Arabo-musulmans ». Guillaume Faye quitte le GRECE à la suite de désaccords avec Alain de Benoist.
Renaud Dély dans L'Obs estime que la réputation d'Alain de Benoist tient à sa participation à la fondation du GRECE en 1968, et que cet organisme est un « véritable laboratoire de refondation idéologique de l’extrême droite », une « école de pensée » dans laquelle on trouve notamment une quête identitaire et un racialisme établissant une hiérarchie des cultures et des peuples. Cette idéologie a permis par exemple de justifier l'existence de l'apartheid en Afrique du Sud dont Benoist fait l'apologie sous le pseudonyme de Fabrice Laroche en 1965, dans Vérité pour l’Afrique du Sud. Le politologue Jean-Paul Gautier affirme que « le nationalisme d'Alain de Benoist est […] fondamentalement raciste et européen ».
Selon Pierre-André Taguieff, Alain de Benoist est le principal rédacteur du fascicule doctrinal Qu'est-ce que le nationalisme ? (15 pages), dans lequel le nationalisme est présenté « comme une « conception du monde » fondée sur « les données naturelles de la vie » », desquelles découleraient des inégalités raciales, ainsi que des différences de cultures et de systèmes de valeur. Pierre-André Taguieff cite un extrait de ce fascicule : « L'étude objective de l'Histoire montre que seule la race européenne (race blanche, caucasoïde) a continué à progresser depuis son apparition sur la voie montante de l'évolution du vivant, au contraire de races stagnantes dans leur développement, donc en régression virtuelle. […] La race européenne n'a pas de supériorité absolue. Elle est seulement la plus apte à progresser dans le sens de l'évolution… Les facteurs raciaux étant statistiquement héréditaires, chaque race possède sa psychologie propre. Toute psychologie est génératrice de valeurs ». Selon Pierre-André Taguieff, cette conception racialiste de la nation rend le nationalisme compatible avec la référence aux « Indo-Européens », ce qui justifie l'unification européenne, formée de peuples de la même origine.
En 1982, dans son ouvrage Pour un « gramscisme de droite », Alain de Benoist, influencé par le théoricien marxiste Antonio Gramsci, argue de l'importance de l'hégémonie culturelle dans le combat politique que mène la Nouvelle Droite, à des fins de « reconquête intellectuelle ». Pour Benoist, l'extrême droite étant en position de faiblesse dans l'arène idéologique, elle doit se battre en cherchant « à introduire patiemment ses catégories de pensée dans la culture dominante » et agir sur le domaine métapolitique. La même année, dans un texte qu'il fait paraître dans sa revue Éléments, il déclare sa préférence pour l'Union soviétique face aux États-Unis, estimant que le régime soviétique serait moins « cosmopolite ». Cependant, dans Europe, Tiers-monde, même combat, il estime l'Europe dans une situation analogue à celle du Tiers-monde, prise en étau entre les États-Unis et l'URSS. Selon lui, les pays européens et du Tiers-monde partagent ainsi des intérêts communs et devraient s'allier. Au moment de la chute du mur de Berlin, il se rapproche des milieux ultranationalistes russes, notamment des nationaux-bolchéviques Alexandre Douguine et Édouard Limonov.
D'après Stéphane François, la Nouvelle Droite est le courant qui a le plus théorisé l'idéologie identitaire, qu'il analyse comme étant le « rejet de l'Autre », c'est-à-dire défendre que les « bienfaits des Etats-providence européens » profitent « aux seuls Européens au sens ethnique du terme », mais aussi « défendre la civilisation européenne du métissage ethnique et culturel ». Plusieurs « cadres importants de ce courant de l’extrême droite sont devenus dans les années 1990 des pionniers de l’« identitarisme » », et Alain de Benoist en fait partie « dans une certaine mesure », car s'il « refuse le racisme », il « défend dans le même mouvement la défense des identités ». En juin 2020, Stéphane François estime que la Nouvelle Droite et Alain de Benoist n'ont pas changé : il note qu’il « n’a jamais arrêté d’écrire ou de donner des entretiens à la presse d’extrême droite, notamment celle qui se proclame identitaire, y compris après sa supposée rupture avec celle-ci ».
Le sociologue Sylvain Crépon présente Alain de Benoist comme étant le fondateur du GRECE, et affirme que cet organisme, dans un premier temps, a pour objectif de « rasseoir dans les consciences la supériorité de la race blanche », mais y échoue. Le « groupe d’Alain de Benoist » va alors changer d'orientation et défendre le droit à la différence culturelle, ce qui lui permet de se présenter comme étant le « parti de la diversité et de la tolérance contre celui de l’uniformité impériale et de la déculturation des peuples ». Alain de Benoist critique l'universalisme des droits de l’homme qu'il définit comme un « ethnocentrisme », car ne respectant pas l'importance des « identités collectives héritées ». L'idée d'aider les pays du sud en voie de développement a pour objectif que les pays du nord comme du sud puissent sauvegarder leurs spécificités culturelles en évitant le mélange des populations et trouver par ailleurs un développement économique conforme à ces spécificités. Alain de Benoist désigne le libéralisme économique comme étant son « ennemi principal ». Selon lui, le modèle unique de développement économique, en faisant de la « valeur marchande l’instance souveraine de toute vie commune », est une menace pour l'identité culturelle des peuples. Il estime que les « pulsions individualistes et économicistes » conduisent à une « concurrence généralisée » et à la désagrégation du lien social.
Selon Renaud Dély, Alain de Benoist développe aussi des critiques de la société de consommation et des conséquences de la mondialisation qui le rapproche de l'extrême gauche. Par ailleurs, d'après Alain de Benoist, le clivage politique n'est plus désormais entre la droite et la gauche, mais entre le peuple et des « élites mondialisées qui n’ont jamais digéré la souveraineté populaire et ont fait allégeance à la mondialisation économique ». Alain de Benoist prophétise que le capitalisme est dans un processus d'autodestruction qui conduira à une troisième guerre mondiale, qui ne sera pas une « guerre de civilisation entre l’Islam et l’Occident » mais « entre l’Est et l’Ouest ».
Selon Olivier Schmitt, professeur de science politique, « l'analyse de l'empire américanosioniste comme instrument de l'extension d'un capitalisme transnational et cosmopolite destructeur des peuples et des ethnies se diffuse à l'extrême droite et dans une partie de la droite classique à partir des années 1970 grâce aux travaux d'Alain de Benoist ».
Pour la politologue Ariane Chebel d'Appollonia, il est incontestable que le GRECE, dont Alain de Benoist est l'un des fondateurs, a contribué à la diffusion du néo-fascisme en France, et ceci malgré les déclarations d'Alain de Benoist, qui affirme que les travaux théoriques de la Nouvelle droite avaient pour objectif de proposer une « alternative cohérente à l'intention d'une famille d'esprit qui n'a que trop souvent été séduite par les sirènes de l’extrémisme, de l’activisme, de l'ordre moral, du christianisme et du racisme ». Proche de cette analyse, Philippe Corcuff, tout en reconnaissant à Alain de Benoist une « curiosité intellectuelle rare » et le fait de posséder « une large culture philosophique et en sciences humaines », le range parmi ces intellectuels qui participent de ce qu'il nomme « la grande confusion », c'est-à-dire la perméabilité des camps politiques traditionnels aux idées que Corcuff associe avec l'extrême-droite.

## Publications
Alain de Benoist est l'auteur de plus d'une centaine d'ouvrages et de milliers d'articles et d'entretiens.

### Pseudonymes
Outre son pseudonyme principal de « Cédric de Gentissard », il en a utilisé plusieurs autres, notamment ceux de « Fabrice Laroche » (inspiré du nom de Pierre Drieu la Rochelle, et qu'il employait au début de sa carrière de journaliste), « Robert de Herte » (sous lequel il rédige les éditoriaux d’Éléments) et « David Barney », mais aussi « Fabrice Valclérieux »,,, « Éric Saint-Léger », « Éric Lecendreux », « Martial Laurent », « Tanguy Gallien », « Frédéric Laurent », « Pierre Dolabella », « Maxime Meyer », « Jean-Pierre Dujardin », « Frédéric Toulouze », « Jean-Louis Cartry », « Julien Valserre », « Pierre Jacob » ou « Pierre Carlet ». Il a probablement aussi utilisé les noms « Éric Dumesnil » et « Gilles Foumier ».
Dans la Bibliographie qu’il a publiée en 2009, Alain de Benoist donne la quasi-totalité de ses pseudonymes (une quinzaine), mais en omet : Bastien O’Danieli, une anagramme, « et surtout Mortimer G. Davidson, utilisé en Allemagne pour publier une encyclopédie sur l’art nazi, Kunst in Deutschland, parue en 4 volumes entre 1988 et 1995 chez l’éditeur néo-nazi Grabert, qui était aussi dans les années 1980 et 1990 son éditeur et traducteur attitré en Allemagne ».
Il a également participé (avec entre autres Yves Christen) à l'ouvrage Race et Intelligence, signé « Jean-Pierre Hébert » (1977). Il a par ailleurs été membre du collectif « Maiastra », qui a fait paraître l'ouvrage-manifeste Renaissance de l'Occident ? (1979), dans lequel sa contribution est néanmoins signée de son nom.
Anne-Marie Duranton-Crabol estime en 1988 que « ce jeu de masques », qui « apparaît aussi puéril que vain », « s'apparente à la pratique du “dit sans le dire”, très fréquente chez Alain de Benoist ».

### Ouvrages
- Salan devant l'opinion (sous le pseudonyme de Fabrice Laroche), Saint-Just, 1963
- Le courage est leur patrie (sous le pseudonyme de Fabrice Laroche, avec François d'Orcival), Saint-Just, 1965
- Vérité pour l'Afrique du Sud (sous le pseudonyme de Fabrice Laroche, avec Gilles Fournier), Saint-Just, 1965
- Les Indo-Européens, G.E.D., 1966
- Rhodésie, pays des lions fidèles (avec François d'Orcival), Table Ronde, 1966
- Qu'est-ce que le nationalisme ? (un groupe de travail réuni autour de « Fabrice Laroche »), 1966
- Avec ou sans Dieu : l'avenir des valeurs chrétiennes (avec Jean-Luc Marion), Beauchesne, 1970
- Nietzsche : Morale et « Grande Politique », GRECE, 1973
- Konrad Lorenz et l'Éthologie moderne, Nouvelle École, 1975
- Il était une fois l'Amérique (sous le pseudonyme de Robert de Herte, avec Hans-Jürgen Nigra [Giorgio Locchi]), Nouvelle École, 1976
- Vu de droite. Anthologie critique des idées contemporaines, Copernic, 1977 (Prix de l'essai de l'Académie française 1978) [lire en ligne] (extraits)
- Les Bretons, Les Cahiers de la Bretagne réelle, no 396 bis, 1978
- Les Idées à l'endroit, Libres-Hallier, 1978 ; rééd. Avatar Éditions, 2011  (ISBN 9781907847066)
- Le Guide pratique des prénoms (« Robert de Herte » et [sic] Alain de Benoist), coll. « Hors-série d'“Enfants-Magazine” », Publications Groupe Média, 1979
- Comment peut-on être païen ?, Albin Michel, 1981 ; rééd. Avatar éditions, 2009  (ISBN 9780955513282)
- Orientations pour des années décisives, Labyrinthe, 1982
- Fêter Noël. Légendes et Traditions, Atlas-Edena, 1982
- La Mort : traditions populaires, Histoire et Actualité (avec Pierre Vial), Labyrinthe, 1983
- Démocratie : le problème, Labyrinthe, 1985
- L'Éclipse du sacré : discours et réponses (avec Thomas Molnar), Table Ronde, 1986 ; rééd. La Nouvelle Librairie, coll. Dans l'Arène, 320 p., 2021,  (ISBN 978-2-491446-79-6)
- Europe, Tiers monde, même combat, Robert Laffont, 1986 [lire en ligne]
- Der Bildhauer Emil Hipp und sein Werk: Das Richard-Wagner-Denkmal für Leipzig, coll. « Kleine Bibliothek der deutschen Kunst », no 1, Tübingen, Grabert Verlag, 1989
- (de) Kunst in Deutschland (1933-1945): eine wissenchaftliche Enzyklopädie der Kunst im Dritten Reich [« L'Art en Allemagne (1933-1945) : une encyclopédie scientifique de l'art sous le IIIe Reich »], sous le pseudonyme de Mortimer Davidson, Tübingen, Grabert Verlag, 1991
- La Nouvelle Inquisition : ses acteurs, ses méthodes, ses victimes : essai sur le terrorisme intellectuel et la police de la pensée ([David Barney et Christian Lavirose (Alain de Benoist ?)] avec Charles Champetier), Paris, Labyrinthe, 1993
- Le Grain de sable. Jalons pour une fin de siècle, Labyrinthe, 1994 [lire en ligne] (extraits)
- Nationalisme : Phénoménologie et Critique, GRECE, 1994 [lire en ligne]
- Démocratie représentative et Démocratie participative, GRECE, 1994 [lire en ligne]
- Nietzsche et la Révolution conservatrice, GRECE, 1994
- L'Empire intérieur, Fata Morgana, 1995
- La Ligne de mire. Discours aux citoyens européens, t. 1 : 1972-1987, Labyrinthe, 1995 [lire en ligne] (extraits)
- Famille et Société. Origine, Histoire, Actualité, Labyrinthe, 1996 [lire en ligne] (extraits)
- La Ligne de mire. Discours aux citoyens européens, t. 2 : 1988-1995, Labyrinthe, 1996 [lire en ligne] (extraits)
- Céline et l'Allemagne, 1933-1945. Une mise au point, Le Bulletin célinien, 1996 ; nouvelle éd. revue et augmentée, Société des Lecteurs de Céline, 160 p., 2025  (ISBN 978-2959875908)
- Horizon 2000. Trois entretiens avec Alain de Benoist, GRECE, 1996
- La Légende de Clovis, Cercle Ernest Renan, 1996
- Indo-Européens : à la recherche du foyer d'origine, Nouvelle École, 1997 [lire en ligne]
- Ernst Jünger. Une bio-bibliographie, Guy Trédaniel, 1997
- Communisme et Nazisme. 25 réflexions sur le totalitarisme au XXe siècle, Labyrinthe, 1998 [lire en ligne] (extraits)
- Manifeste pour une renaissance européenne : à la découverte du GRECE : son histoire, ses idées, son organisation (avec Charles Champetier), GRECE, 2000
- L'Écume et les Galets. 1991-1999 : dix ans d'actualité vue d'ailleurs, Labyrinthe, 2000 [lire en ligne] (extraits)
- Jésus sous l'œil critique des historiens, Cercle Ernest Renan, 2000
- Bibliographie d'Henri Béraud, Association rétaise des Amis d'Henri Béraud, 2000
- Dernière Année. Notes pour conclure le siècle, L'Âge d'Homme, 2001 [lire en ligne] (extraits)
- Jésus et ses Frères, Cercle Ernest Renan, 2001 [lire en ligne]
- Louis Rougier. Sa vie, son œuvre, Cercle Ernest Renan, 2002
- Charles Maurras et l'Action française. Une bibliographie, BCM, 2002
- Guidargus : Henri Béraud, 2003-2004, Loix-en-Ré, Association rétaise des amis d'Henri Béraud, 2002 (BNF 38927665)
- Qu'est-ce qu'un militant ? (sous le pseudonyme de Fabrice Laroche, réédition d'un article paru en 1963), Ars Magna, 2003
- Critiques-Théoriques, L'Âge d'Homme, 2003 [lire en ligne] (extraits)
- Au-delà des droits de l'Homme. Pour défendre les libertés, Éditions Krisis, 160 p., 2004  (ISBN 9782916916040) ; rééd. Pierre-Guillaume de Roux, 2016, 186 pages  (ISBN 978-2363711540) ; rééd. Krisis, 186 p., 2023  (ISBN 978-2493898944)
- Bibliographie générale des droites françaises. 1, Arthur de Gobineau, Gustave Le Bon, Édouard Drumont, Maurice Barrès, Pierre Drieu la Rochelle, Henry de Montherlant, Thierry Maulnier, Julien Freund. Éditions Dualpha, coll. « Patrimoine des lettres », Coulommiers, 2004, 609 p.  (ISBN 2-915461-03-1)  — dédié à Gabriel Matzneff.
- Bibliographie générale des droites françaises. 2, Georges Sorel, Charles Maurras, Georges Valois, Abel Bonnard, Henri Béraud, Louis Rougier, Lucien Rebatet, Robert Brasillach. Éditions Dualpha, coll. « Patrimoine des lettres », Coulommiers, 2004, 472 p.  (ISBN 2-915461-04-X)
- Bibliographie générale des droites françaises. 3, Louis de Bonald, Alexis de Tocqueville, Georges Vacher de Lapouge, Léon Daudet, Jacques Bainville, René Benjamin, Henri Massis, Georges Bernanos, Maurice Bardèche, Jean Cau. Éditions Dualpha, coll. « Patrimoine des lettres », Coulommiers, 2005, 648 p.  (ISBN 2-915461-44-9)
- Bibliographie générale des droites françaises. 4, Joseph de Maistre, Ernest Renan, Jules Soury, Charles Péguy, Alphonse de Châteaubriant, Jacques Benoist-Méchin, Gustave Thibon, Saint-Loup (Marc Augier), Louis Pauwels. Éditions Dualpha, coll. « Patrimoine des lettres », Coulommiers, 2005, 736 p.  (ISBN 2-915461-45-7)
- Bibliographie générale des droites françaises. 5, Édouard Berth, Louis-Ferdinand Céline, Dominique de Roux, Raymond Abellio, Jules Monnerot, Paul Sérant, Jean Mabire, Jean Madiran, Dominique Venner, Jean Raspail. Éditions Dualpha, coll. « Patrimoine des lettres », Coulommiers, 2022, 648 p.  (ISBN 9782353745685)
- Jésus et ses Frères, et autres écrits sur le christianisme, le paganisme et la religion, Éditions Les Amis d'Alain de Benoist, 2006
- C'est-à-dire. Entretiens-Témoignages-Explications (2 volumes), Éditions Les Amis d'Alain de Benoist, 2006
- Nous et les autres. Problématique de l'identité, Éditions Krisis, 2006  (ISBN 978-2-916916-00-2) [lire en ligne] ; Nous et les autres : l'identité sans fantasmes, rééd. Éditions du Rocher, Paris, 240 p., 2023  (ISBN 978-2268108605)
- Carl Schmitt actuel, Éditions Krisis, 2007, 162 pages  (ISBN 978-2916916019) ; rééd. Éditions Dualpha, 170 p., 2022  (ISBN 978-2353745791)
- Demain, la décroissance ! Penser l'écologie jusqu'au bout, Edite, 2007, rééd. Décroissance ou toujours plus ? : Penser l’écologie jusqu'au bout, Éditions Pierre-Guillaume de Roux, 2018
- Au temps des idéologies à la mode : articles parus dans Le Figaro Dimanche et Le Figaro Magazine, 1977-1982, Paris, Les Amis d'Alain de Benoist, 2009  (ISBN 978-2-9528321-3-7)
- Dictionnaire des prénoms : d'hier et d'aujourd'hui, d'ici et d'ailleurs, Jean Picollec, 2009
- Bibliographie de Jean Mabire (préf. Dominique Venner), Pont-Authou, Héligoland, 2010  (ISBN 978-2-914874-68-7)
- Des animaux et des hommes, la place de l'homme dans la nature, Alexipharmaque, 2010, 102 p. ; rééd. La Nouvelle Librairie, 2020  (ISBN 978-2917579114)
- Au bord du gouffre. La faillite annoncée du système de l'argent, Éditions Krisis, 2011, 218 p.  (ISBN 9782916916071)
- Mémoire vive. Entretiens avec François Bousquet, Éditions de Fallois, coll. « Littérature », 2 mai 2012 ; rééd. Krisis, 2022  (ISBN 978-2493898302)
- Édouard Berth ou le socialisme héroïque. Sorel, Maurras, Lénine, Grez-sur-Loing, Pardès, 2013, 300 p.  (ISBN 978-2-86714-467-7)
- Les Démons du Bien, Du nouvel ordre moral à l'idéologie du genre, Éditions Pierre-Guillaume de Roux, 2013
- Non à la théorie du genre !, Éditions Mordicus, 2014
- Quatre figures de la Révolution Conservatrice allemande - Werner Sombart - Arthur Moeller van den Bruck - Ernst Niekisch - Oswald Spengler, Éditions Les Amis d'Alain de Benoist, 2014  (ISBN 978-2952832175)
- Le Traité transatlantique et autres menaces, Éditions Pierre-Guillaume de Roux, 2015
- Bibliographie internationale de l'œuvre de Céline, Éditions Pierre-Guillaume de Roux, 2015
- Avec Nicolas Gauthier, Survivre à la pensée unique, ou l'actualité en questions, Éditions Krisis, 2015  (ISBN 9782916916125) [lire en ligne]
- Au fil du temps. Les Ephémérides d'"Éléments", Les amis d'Alain de Benoist, 2015
- Droite-gauche, c'est fini ! : Le moment populiste, éditions Pierre-Guillaume de Roux, 2017, 352 pages. [lire en ligne]
- Ce que penser veut dire. Penser avec Goethe, Heidegger, Rousseau, Schmitt, Péguy, Arendt…, 2017, 384 pages, Éditions du Rocher,  (ISBN 9782268090566) [lire en ligne]
- L'Écriture runique et les origines de l'écriture, 224 pages, Coll. H, Éditions Yoran Embanner, Coll. H, 2017 [lire en ligne]
- Contre le libéralisme : la société n'est pas un marché, Monaco, Le Rocher, 2019  (ISBN 978-2-2681-0121-7)
- La Chape de plomb : une déconstruction des nouvelles censures, Paris, La Nouvelle Librairie, 240 p., 2020  (ISBN 978-2-4914-4621-5)
- La Bibliothèque du jeune Européen : 200 essais pour apprendre à penser, sous la direction d'Alain de Benoist et Guillaume Travers, Éditions du Rocher, 672 p., 2020  (ISBN 978-2-2681-0441-6)
- Ernst Jünger : entre les dieux et les titans, Via Romana, 202 p., 2020  (ISBN 978-2-37271-169-2)
- La Puissance et la Foi : essais de théologie politique, Paris, Pierre-Guillaume de Roux, 350 p., 2021  (ISBN 978-2-36371-347-6)
- L'homme qui n'avait pas de père : le dossier Jésus, Paris, Éditions Krisis, 962 p., 2021  (ISBN 978-2-91691-615-6)
- Avec Nicolas Gauthier, Survivre à la désinformation, Paris, La Nouvelle Librairie, préface de Gabrielle Cluzel, 500 p., 2021  (ISBN 978-2-491446-52-9)
- La Bibliothèque littéraire du jeune Européen : 400 œuvres de fiction essentielles, sous la direction d'Alain de Benoist et Guillaume Travers, Éditions du Rocher, 728 p., 2021  (ISBN 978-2268106335)
- Contre l'esprit du temps : explications, Paris, La Nouvelle Librairie, coll. Dans l'Arène, 722 p., 2022  (ISBN 978-2-491446-72-7)
- Qu'est-ce que l'idéologie du Même ?, suivi de Irremplaçables communautés, Paris, La Nouvelle Librairie, coll. « Longue Mémoire », 69 p., 2022  (ISBN 978-2491446871)
- Avec Gustave Thibon, Un débat sur la tradition, Marseille, Belle-de-Mai, 2022, 92 p.
- L'Exil intérieur : Carnets intimes, Paris, Éditions Krisis, 356 p., 2022  (ISBN 978-2493898296)
- (Dir. Alain de Benoist), La Nouvelle Droite au XXIe siècle : Orientations face aux années décisives, Paris, La Nouvelle Librairie, coll. « Dans l'arène », 96 p., 2023  (ISBN 978-2493898777)
- Germanica : Yggdrasill, l’Arbre cosmique des ancien Germains, Verden : Widukind face à Charlemagne, Götz von Berlichingen et la Guerre des Paysans, Paris, Éditions Dualpha, coll. « Patrimoine des héritages », 174 p., 2023 (ISBN 978-2353746248)
- Martin Buber : théoricien de la réciprocité, préf. Guillaume de Tanoüarn, Versailles, Via Romana, 200 p., 2023  (ISBN 978-2372712422)
- Un autre Rousseau : Lumières et contre-Lumières, préf. Michel Onfray, Paris, Fayard, 304 p., 2025  (ISBN 978-2213731780)